# Giáo hoàng Dacaria
Giáo hoàng Dacaria (Latinh: Zacharias) là vị giáo hoàng thứ 91 của giáo hội Công giáo. Ông đã được Giáo hội suy tôn là thánh sau khi qua đời. Theo niên giám tòa thánh năm 1806 thì ông đắc cử Giáo hoàng vào năm 741 và ở ngôi trong 10 năm 3 tháng 14 ngày. Niên giám tòa thánh năm 2003 xác định triều đại của ông bắt đầu từ ngày 10 tháng 12 năm 741 và kết thúc vào ngày 22 tháng 3 năm 752.

## Trở thành giáo sĩ
Giáo hoàng Zacharius sinh tại Calabria vào thế kỷ thứ tám và là con trai của Polichronius. Nơi ông được dạy dỗ trong đạo đức và khoa học. Sau đó Zacharius trở thành một tu sĩ dòng thánh Bênêđictô ở Hy Lạp. Là người phiên dịch Hy Lạp thông thái các Đối thoại của thánh Grêgôriô cả và là nhà thuyết giảng hùng biện, ông được nhận vào hàng giáo sĩ Rôma dưới triều Giáo hoàng Gregory III.

## Triều đại giáo hoàng

### Bầu làm giáo hoàng
Ông đã trở thành Giáo hoàng thứ 91 kế vị thánh Phêrô, lên ngôi Giáo hoàng ngày 10 tháng 12 năm 741. Trong lúc đó, vua dân Lombarđi là Luitprand (712-744) đe dọa xâm chiếm Rôma (741). Những người thân của ông yêu mến sự dịu dàng và lòng trắc ẩn của ông, thán phục khả năng thuyết phục của ông và tin tưởng vào sự rất khéo léo chính trị của ông. Giáo hoàng Zacharius nắm giữ việc xây dựng hòa bình và cứu người dân thoát khỏi những cuộc chinh chiến thảm khốc. 

### Chính sách đối với Lombarđi
Trong khi người ta vừa mới báo tin cái chết của Charles Martel (22 tháng 10 năm 741), người mà Grêgôriô III hy vọng trợ giúp mình chống lại dân Lombarđi, thì Zacharius được bầu làm Giáo hoàng. Zacharius đã bỏ quận công Spolète, đồng minh vô hiệu của Tòa thánh, để hiệp thương với Liutprand và rất hợp ý với ông (hiệp ước Terni, tháng 8 năm 742) và đạt được một sự hòa bình trên đất nước Italia, nhất là sau hiệp ước Pavia, trong đó người Lombarđi cam kết không tấn công địa phận giám quản của giáo hội đông phương Ravenna (ngày 29 tháng 6 năm 743).
Bất cứ điều gì hai người thảo luận với nhau thì kết quả hai bên đều đồng tình nhất trí. Vua Liutprand bỏ đi kế hoạch xâm lược của ông. Ông cũng trao trả lại tất cả lãnh thổ mà ông đã chiếm lấy trong vùng đó trên ba mươi năm trước. Thậm chí ông đã phóng thích tất cả các tù nhân. Vua Liut Prand ký một hiệp ước hai mươi năm bảo đảm cho người dân Rôma sẽ không bị những người thuộc phái Lombards tấn công.

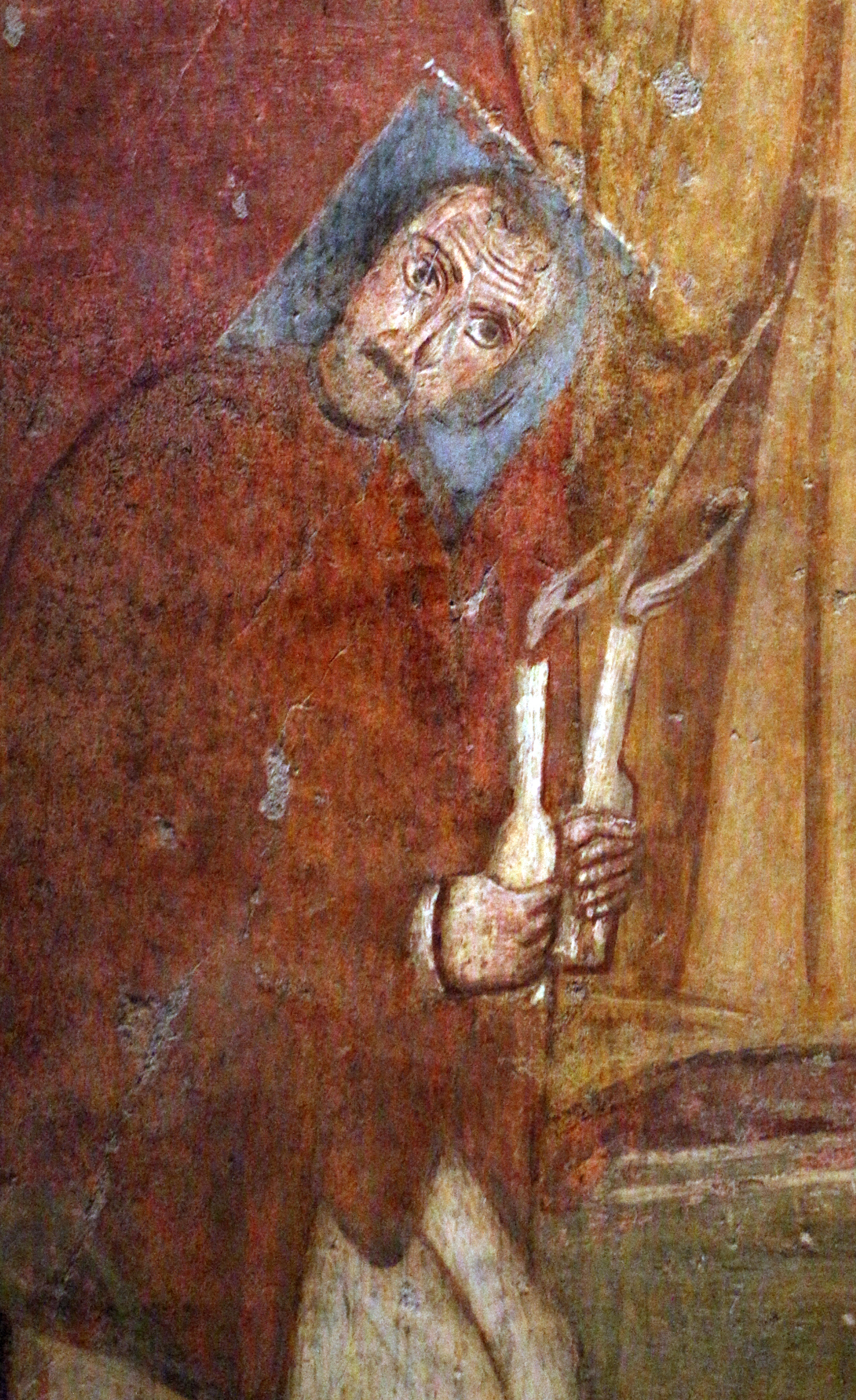
Chân dung Giáo hoàng Dacaria trên một bức bích họa Đông La Mã đương thời tại Santa Maria Antiqua (Roma).

Khi Liutprand qua đời vào tháng giêng sau đó, dân Longobarđi không giữ đúng hiệp ước, cháu và là người kế vị ông ta là Hildebrand tỏ ra hiếu chiến hơn, nhưng ông là một ông hoàng xấu xa đến nỗi bảy tháng sau các thần dân của ông đã đuổi ông và ủng hộ Rachis, quận công xứ Friuli. Ông này đã xác nhận hiệp ước trong vòng hai mươi năm.
Sau Hildebrand là Rachis. Ông này đã phá vỡ hiệp ước bằng cách bao vây Pérouse (749), nhưng Zacharius đã mạnh mẽ phản đối Rachis với mưu toan thôn tính cả nước Ý. Zacharius đã đến tận nơi gặp Rachis và làm cho ông giải bỏ vòng vây. Thậm chí sức cảm hóa của ông còn mạnh đến nối làm vua thay đổi đời sống từ đó. Vài tháng sau, ông đi Rôma và thoái vị để trở thành đan sĩ trong đan viện Mont-Cassin, còn vợ và con gái ông cũng trở thành những nữ tu (tháng 6 năm 749).
Astolphô, em và là người kế vị của Rachis, đã xác nhận hiệp ước trong hai mươi năm những đã lại xâm chiếm Ravenna (751) và chấm dứt địa phận giám quản giáo hội Đông phương Byzantin. Mặc dầu Constantinopolis hoàn toàn theo phái bài ảnh tượng. Zacharia đã thành công trong việc tạo được những quan hệ tốt đối với Constantinô V.

### Quan hệ với người Frank
Nhờ thánh Bônifaciô, đặc sứ của ông báo cáo chính xác tất cả những hành động của mình nên Zacharius đã có những quan hệ tốt với người Frank. Năm 751, Pêpinô đảo chính: vua Chilđêricô III bị nhốt vào một tu viện. Pêpinô lên ngôi. Pêpinô- Đoản Nhân cử người sang Roma thăm dò. Chính Thánh Bonifaciô cũng hỏi Đức Giáo hoàng rằng "Nên gọi là vua, người cầm quyền thật sự, hay người chỉ có danh không có thực?". Đức Giáo hoàng Giacaria (người Hylạp) đã trả lời hợp ý Pêpinô.
Toà Thánh bỏ nhà Mêrôvê không phải vì có điều chi chống lại nhà đó, mà chỉ vì Toà Thánh không hy vọng được gì vào nhà đó, để thực hiện sự nghiệp lớn, mà Toà Thánh đang theo đuổi. Ông xức dầu thánh hiến Pépin (cha của Charlemagne) nên vua của dân Francs (một dân tộc Nhật-nhĩ-mãn chiếm cứ miền Tây nước Đức và miền Bắc nước Pháp); đây là lần đầu tiên Giáo hoàng Roma chủ sự lễ tấn phong hoàng đế.

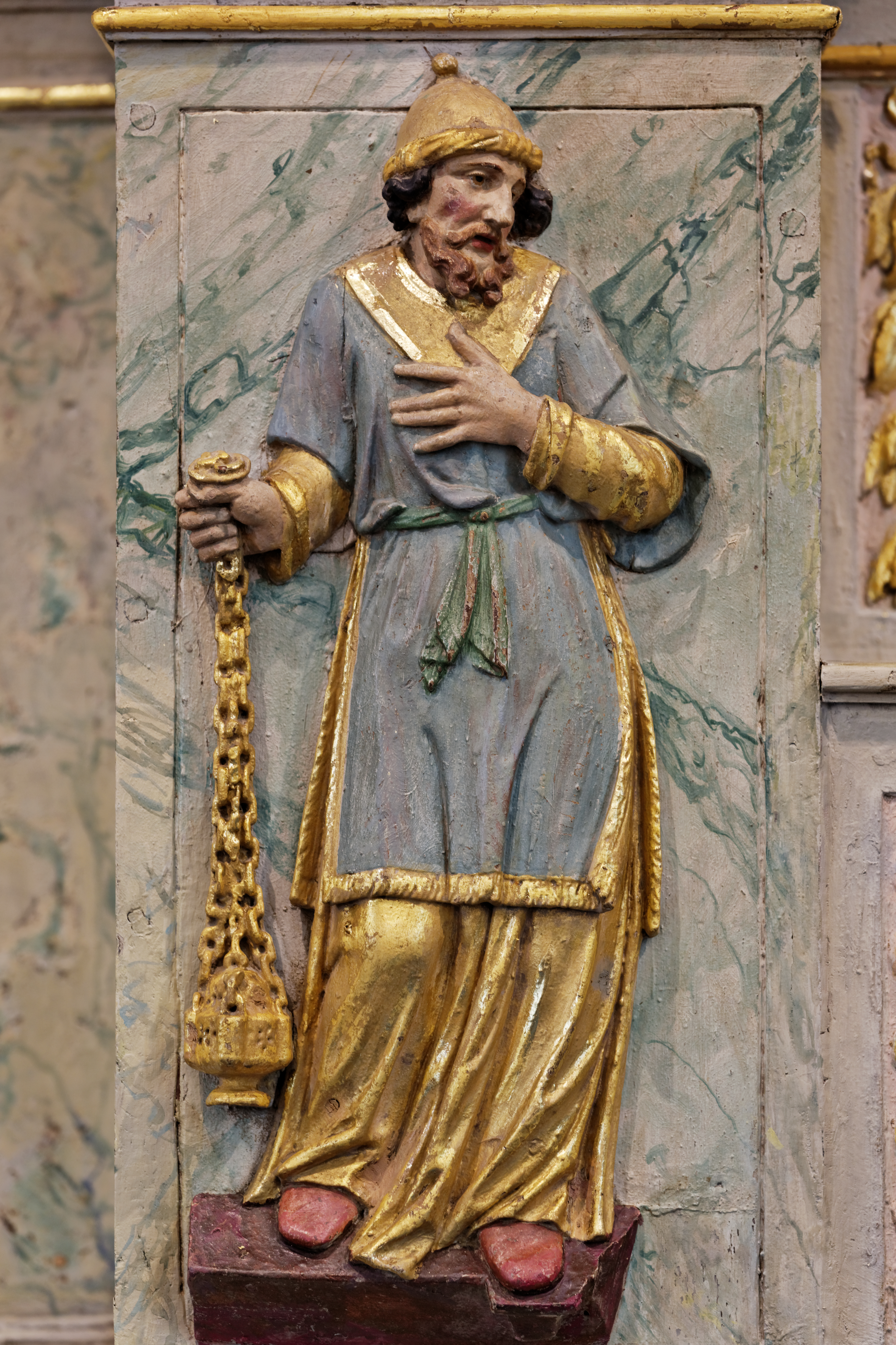
Tượng thờ thánh giáo hoàng Dacaria ở Finistère, Pháp

### Vai trò giám mục
Từ năm 751, Giáo hoàng Zacharius đã đặt Đan viện Fulda dưới quyền tài phán trực tiếp của Rôma, để đan viện này không phải thần phục bất cứ một giáo hội nào.
Giáo hoàng Zacharius cũng được mọi người biết đến như một người cha đích thật đối với những người nghèo khổ. Ông xây dựng nhà cửa cho họ và cho những lữ khách. Truyền thuyết kể lại rằng lần nọ, ông nghe biết rằng một vài thương gia đã mua các nô lệ ở Rôma và sẽ bán họ tại Phi Châu. Ông liền cho gọi những thương gia ấy và quở trách họ vì tội quá ác độc. Rồi, ông trả cho họ giá tiền họ đã mua các nô lệ và thả các nô lệ tự do.

## Qua đời
Khi Zacharius qua đời ngày 22 tháng 3 năm 752, hết thảy mọi người đều buồn bã thương tiếc vì đã mất đi một người cha đầy nhân hậu và thánh thiện. Đức Zacharius là người Đông Phương cuối cùng trong danh sách Giáo hoàng và đó cũng là cái tên Hylạp cuối cùng. 
Từ khi ông qua đời (752), tới nay, không hề có một Giáo hoàng Hy Lạp nào nữa. Trước đây, người ta tin rằng Zacharia qua đời vào ngày 14 tháng 3 năm 752 và người ta cử hành lễ kính ông vào ngày 15 tháng 3 nhưng Danh mục tử đạo năm 1922 đã cho rằng cái chết của ông xảy ra vào ngày 22 tháng 3.